# Pervers Pépère
Pervers Pépère est une bande dessinée française créée par Marcel Gotlib en 1982, et parue dans le journal Fluide glacial.

## Le personnage
Pervers Pépère est un personnage créé par Marcel Gotlib qui, comme son nom l'indique, est un honorable vieillard doté d'une verdeur et d'une sexualité très imaginative. Pourvu d'un nez coulant constamment et d'un second degré très profond, ce vieux monsieur aux mœurs exacerbées passe ses journées à inventer d'ingénieux stratagèmes pour son plaisir, et le malheur des autres… Cependant, la perversité de Pervers Pépère est totalement au second degré : s'il poursuit une jeune femme dans une rue déserte, la nuit tombée, c'est pour mieux conclure… un essai digne du XV de France ; s'il engage la main innocente d'un enfant sous son manteau, c'est parce qu'il y a dissimulé un piège à souris. On peut aussi attribuer à Pervers Pépère un caractère presque sadique : il mange deux kilos d'ail, puis, lorsqu'il croise un scout (qui se trouve être Hamster Jovial, un autre personnage de Gotlib) il fait mine d'avoir un malaise. Hamster Jovial, accomplissant son devoir de scout, se précipite vers le vieillard pour lui faire du bouche à bouche. Cette B.A. donne au scout des nausées, ce qui fait rire Pervers Pépère.
Dans cette série, il ne faut pas omettre un autre personnage, du même caractère, Perverse Mémère, qui, à titre d’exemple se sert d’un vibromasseur pour faire de la cuisine. On peut aussi ajouter que certains gags du personnage en question n'ont pas été édités, et se trouvent donc dans les Inédits de Gotlib.

## Les publications
- Pervers Pépère de Gotlib (1981)

### Documentation
- Patrick Gaumer, « Pervers Pépère », dans Dictionnaire mondial de la BD, Paris, Larousse, 2010 (ISBN 9782035843319), p. 665-666.
- Daniel Riche, « Le Guide des meilleurs albums : Pervers Pépère », dans Jean-Luc Fromental (dir.), L’Année de la bande dessinée 81/82, Paris, Temps Futurs, 1982, p. 51.